# 93 aC
L'any 93 aC va ser un any del calendari romà prejulià. En aquell temps, era conegut com a any del consolat de Flac i Herenni (o, més rarament, any 661 ab urbe condita o de la fundació de la ciutat). L'ús del nom «93 aC» per referir-se a aquest any es remunta a l'alta edat mitjana, quan el sistema Anno Domini va ser el mètode de numeració dels anys més comú a Europa.

## Esdeveniments

### Regne d'Ibèria
- Arxak I puja al tron del Regne d'Ibèria i funda la branca georgiana de la dinastía Artàxida.[2]

### Cilícia
- Seleuc VI Epífanes, rei selèucida, expulsat del seu país per Antíoc X Èusebes i refugiat a Mopsuèstia (Cilícia), mor cremat quan els seus súbdits, farts del seu despotisme, l'ataquen a l'hipòdrom on s'havia refugiat fugint de la revolta.[3]

### República Romana
- Gai Valeri Flac i Marc Herenni són elegits cònsols.[4]
- Marc Herenni és d'origen plebeu i no molt bon orador, però guanya les eleccions contra el noble i eloqüent romà Luci Marci Filip.[5] Plini el Vell diu que el seu consolat es va caracteritzar per la gran quantitat de sílfium cirenaica (ferula tingitana, que s'usava com a assaonador i com a medicina) que es venia a Roma, gràcies a les seves connexions comercials amb el nord d'Àfrica.[6]
- Tit Didi, que el 94 aC era procònsol a la Hispània Tarraconense o Hispània Citerior, celebra un triomf a Roma per la seva victòria contra els celtibers.[7][8]

### Còrsega
- Gai Mari funda a Còrsega la colònia anomenada Mariana.[9][10]

## Necrològiques
- Farnajom, rei del Regne d'Ibèria.[2]